# Hoz del cerebro
La hoz del cerebro, también llamada falx cerebri, es una membrana vertical situada en el interior del cráneo que separa el hemisferio cerebral derecho del izquierdo. Va desde la porción anterior del cráneo o frontal a la posterior u occipital. Debido a su forma curvada recuerda a una hoz por lo que recibe su nombre. 
Por la parte anterior se adhiere a la apófisis Crista Galli del hueso etmoides y en la posterior se une con la tienda del cerebelo. En la parte inferior de la hoz del cerebro se encuentra el cuerpo calloso que es una lámina de sustancia blanca que actúa a modo de puente o unión entre los dos hemisferios cerebrales.
La hoz del cerebro es en realidad un repliegue de una de las meninges, la duramadre, de donde también derivan la hoz del cerebelo y la tienda del cerebelo.